# Індепенденс (Канзас)
Індепенденс (англ. Independence) — місто (англ. city) в США, в окрузі Монтгомері штату Канзас. Населення — 8548 осіб (2020).

## Географія
Індепенденс розташований за координатами 37°13′59″ пн. ш. 95°42′49″ зх. д. / 37.23306° пн. ш. 95.71361° зх. д. (37.233046, -95.713539).  За даними Бюро перепису населення США в 2010 році місто мало площу 20,06 км², з яких 20,05 км² — суходіл та 0,01 км² — водойми.

### Клімат
| Клімат : Індепенденс    | Клімат : Індепенденс | Клімат : Індепенденс | Клімат : Індепенденс | Клімат : Індепенденс | Клімат : Індепенденс | Клімат : Індепенденс | Клімат : Індепенденс | Клімат : Індепенденс | Клімат : Індепенденс | Клімат : Індепенденс | Клімат : Індепенденс | Клімат : Індепенденс | Клімат : Індепенденс |
| Показник                | Січ.                 | Лют.                 | Бер.                 | Квіт.                | Трав.                | Черв.                | Лип.                 | Серп.                | Вер.                 | Жовт.                | Лист.                | Груд.                | Рік                  |
| Абсолютний максимум, °C | 25,6                 | 31,1                 | 36,7                 | 38,3                 | 38,9                 | 42,8                 | 46,1                 | 46,7                 | 43,9                 | 37,2                 | 31,1                 | 25,6                 | 46,7                 |
| Середній максимум, °C   | 7,2                  | 10,0                 | 15,6                 | 21,1                 | 25,0                 | 29,4                 | 32,8                 | 32,8                 | 28,3                 | 22,2                 | 15,0                 | 7,8                  | 20,7                 |
| Середній мінімум, °C    | −5,6                 | −3,3                 | 1,7                  | 7,2                  | 13,3                 | 18,3                 | 20,6                 | 20,0                 | 15,0                 | 8,3                  | 1,7                  | −3,9                 | 7,8                  |
| Абсолютний мінімум, °C  | −28,3                | −30,6                | −20,6                | −9,4                 | −2,2                 | 5,6                  | 7,8                  | 6,1                  | −1,7                 | −8,9                 | −15                  | −26,7                | −30,6                |
| Норма опадів, мм        | 39                   | 49                   | 88                   | 105                  | 165                  | 161                  | 96                   | 92                   | 114                  | 109                  | 66                   | 62                   | 1146                 |
| ----------------------- | -------------------- | -------------------- | -------------------- | -------------------- | -------------------- | -------------------- | -------------------- | -------------------- | -------------------- | -------------------- | -------------------- | -------------------- | -------------------- |
| Джерело: weather.com    |                      |                      |                      |                      |                      |                      |                      |                      |                      |                      |                      |                      |                      |

## Демографія
Згідно з переписом 2010 року, у місті мешкали 9483 особи в 3950 домогосподарствах у складі 2430 родин. Густота населення становила 473 особи/км².  Було 4528 помешкань (226/км²).
Расовий склад населення:
| - 84,2 % — білих - 6,5 % — чорних або афроамериканців - 1,6 % — корінних американців - 0,9 % — азіатів - 2,3 % — осіб інших рас |

До двох чи більше рас належало 4,5 %. Частка іспаномовних становила 6,5 % від усіх жителів.
За віковим діапазоном населення розподілялося таким чином: 26,0 % — особи молодші 18 років, 58,1 % — особи у віці 18—64 років, 15,9 % — особи у віці 65 років та старші. Медіана віку мешканця становила 36,9 року. На 100 осіб жіночої статі у місті припадало 93,7 чоловіків;  на 100 жінок у віці від 18 років та старших — 88,9 чоловіків також старших 18 років.
Середній дохід на одне домашнє господарство  становив 49 134 долари США (медіана — 40 957), а середній дохід на одну сім'ю — 55 992 долари (медіана — 47 710). Медіана доходів становила 37 375 доларів для чоловіків та 30 323 долари для жінок. За межею бідності перебувало 20,5 % осіб, у тому числі 28,7 % дітей у віці до 18 років та 6,9 % осіб у віці 65 років та старших.
Цивільне працевлаштоване населення становило 3863 особи. Основні галузі зайнятості: освіта, охорона здоров'я та соціальна допомога — 27,7 %, виробництво — 24,7 %, роздрібна торгівля — 12,1 %, мистецтво, розваги та відпочинок — 6,9 %.

## Персоналії
- Гелен Фостер (1906-1982) — американська кіноакторка.